# Nick Nolte
Nicholas King Nolte (8. veljače 1941.), američki glumac, producent i model, nominiran za nagradu Oscar.
Rodio se u Omahi, Nebraska. Majka Helen radila je u robnoj kući, a otac Franklin prodavao je pumpe za navodnjavanje.Otac mu je bio njemačkog porijekla.
Baka mu je vodila sindikat na sveučilištu, a djed bio izumitelj i pionir avijacije.
Nakon pohađanja srednje škole, promijenio je niz fakulteta, ali su loše ocjene završile njegovo obrazovanje.
Bio je sportaš, ali i sklon piću.
Vrlo rano se zainteresirao za kazalište, pa je jedno vrijeme putovao i tražio posao u regionalnim kućama.
Na filmu radi od 1972. godine i u dosadašnjoj karijeri ostvario je pedesetak uloga tumačeći razne likove.
Prvotno se probio ulogom u filmu "Bogataš, siromah", temeljenom na romanu Irvina Shawa.
Imao je problema sa zakonom, pa iako se predsjednik SAD-a htio susresti s njim, on nije htio da predsjednika povezuju s osuđenim prijestupnikom.
Ženio se i razvodio triput. Ima sina Brawleya, koji je također glumac.
Nedavno je dobio kćerku, s dugogodišnjom partnericom, no njeno ime nije još javno objavljeno.
Imao je dugu povijest s alkoholizmom.